# Eswatinische Badmintonmeisterschaft
Eswatinische Badmintonmeisterschaften werden zur Ermittlung der nationalen Titelträger von Eswatini im Badminton seit 1997 ausgetragen.

## Titelträger
| Saison    | Herreneinzel    | Dameneinzel    | Herrendoppel                 | Damendoppel                 | Mixed                       |
| --------- | --------------- | -------------- | ---------------------------- | --------------------------- | --------------------------- |
| 1997–2007 | keine Daten     | keine Daten    | keine Daten                  | keine Daten                 | keine Daten                 |
| 2008      | Dinani Vilakati | Nomcebo Maseko | Simon Maseko Dinani Vilakati | Nomcebo Maseko Gugu Dlamini | Simon Maseko Nomcebo Maseko |
| 2009      | Dinani Vilakati | Nomcebo Maseko | nicht ausgetragen            | nicht ausgetragen           | nicht ausgetragen           |